# Chrysopa thieli
Chrysopa thieli är en insektsart som beskrevs av Navás 1929. Chrysopa thieli ingår i släktet Chrysopa och familjen guldögonsländor. Inga underarter finns listade i Catalogue of Life.